# Ilir
Ilir  è un nome proprio di persona albanese maschile.

## Origine e diffusione
Riprende il termine albanese che significa "illirico", in riferimento agli Illiri, l'antica popolazione che abitò i Balcani.

## Onomastico
Il nome non è portato da alcun santo, quindi è adespota; l'onomastico si può eventualmente festeggiare il 1º novembre in occasione di Ognissanti.

## Persone
- Ilir Azemi, calciatore kosovaro
- Ilir Berisha, calciatore kosovaro

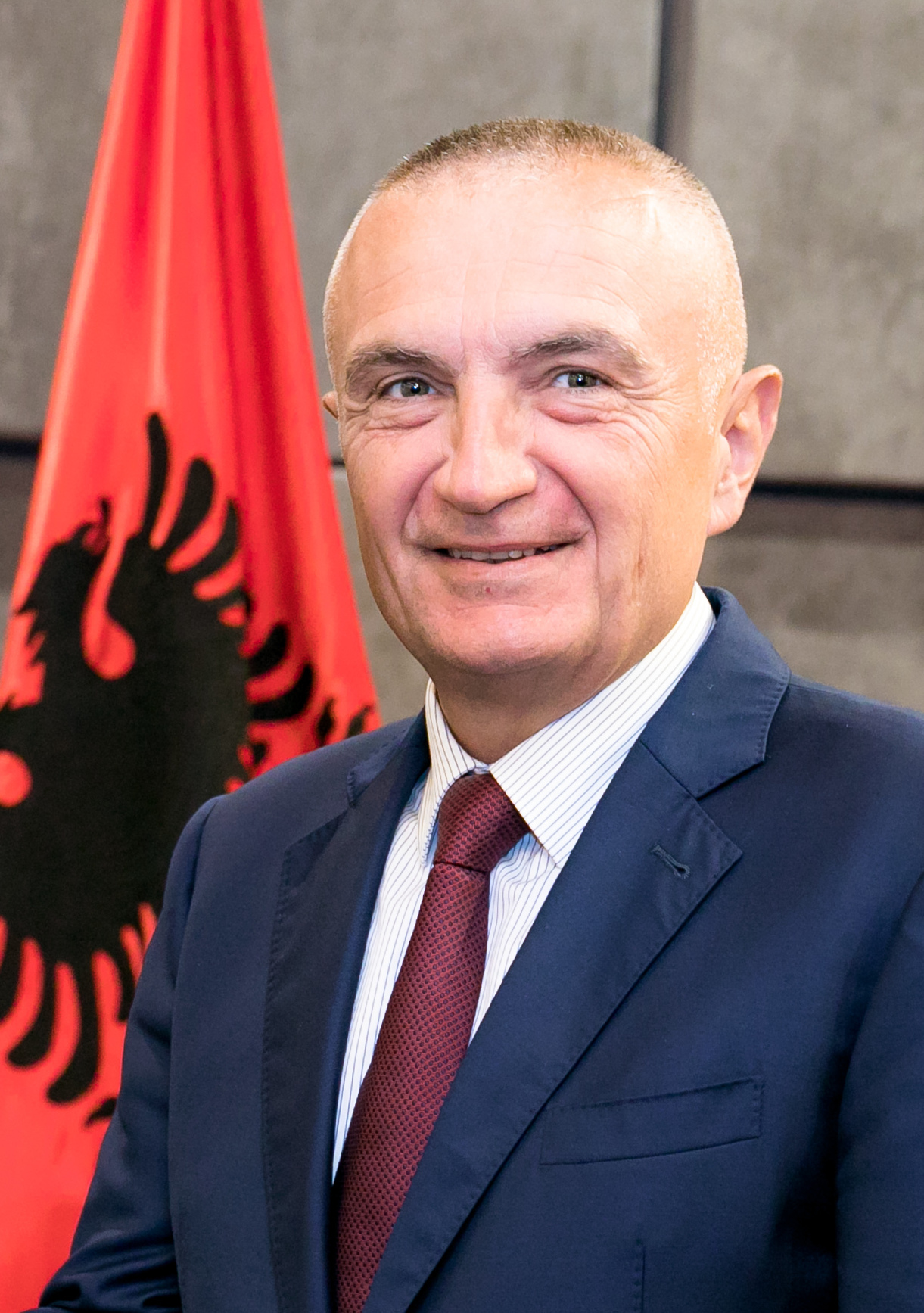
Ilir Meta

- Ilir Daja, calciatore e allenatore di calcio albanese
- Ilir Dibra, calciatore e allenatore di calcio albanese
- Ilir Kepa, calciatore albanese
- Ilir Latifi, lottatore svedese
- Ilir Meta, politico albanese
- Ilir Nallbani, calciatore kosovaro
- Ilir Përnaska, calciatore albanese
- Ilir Zeneli, allenatore di calcio finlandese